# USS Massachusetts (BB-59)
Pour les autres navires du même nom, voir USS Massachusetts.
L'USS Massachusetts est un cuirassé de la classe South Dakota en service dans l'US Navy pendant la Seconde Guerre mondiale.
Initialement affecté à la flotte de l'Atlantique, il affronte le cuirassé Jean Bart lors du débarquement allié en Afrique du Nord. Transféré dans la flotte du Pacifique en 1943, l'USS Massachusetts prend part à la campagne des îles Salomon et à la campagne des Philippines au cours de laquelle il combat à la bataille du golfe de Leyte. En 1945, il est affecté au bombardement de la plus grande île japonaise : Honshu. Après la guerre, l'USS Massachusetts est réaffecté à la flotte de l'Atlantique puis désarmé en 1947. Il est définitivement retiré du service en 1962.
En 1965, grâce à la mobilisation de citoyens du Massachusetts, l'US Navy cède le navire au Massachusetts Memorial Committee, qui le transforme en navire musée à Fall River, au sein du Battleship Cove.

## Construction
L'USS Massachusetts est l'un des quatre cuirassés rapides de classe South Dakota dont la construction est autorisée par le Congrès des États-Unis en 1938. Sa quille est posée le 20 juillet 1939 au Chantier naval Fore River de Quincy. Il est lancé le 23 septembre 1941 et baptisé par madame Charles Francis Adams, la femme d'un ancien secrétaire à la Marine des États-Unis. Le navire entre en service actif le 12 mai 1942 à Boston sous le commandement du captain Francis E. M. Whiting.

### Armement
La batterie principale de l'USS Massachusetts est composée de neuf canons de 406 mm Mark 6 (en), disposés en trois triples tourelles, capables de tirer des obus antiblindage Mark 8 de 2 700 livre (1 225 kg). Son armement secondaire est constitué de vingt canons de 5 pouces en tourelles doubles d'une portée efficace de 9 milles (14,5 km). Le navire est également équipé de batteries anti-aériennes de Browning M2 et de canons de 1,1 pouce (en). Avec l'utilisation massive des attaques aériennes pendant la Seconde Guerre mondiale, il devient nécessaire d'assurer une protection plus importante des flottes alliées et de leurs porte-avions. L'USS Massachusetts est alors équipé de canons de 20 mm Oerlikon et 40 mm Bofors.

## Service actif

### Opérations dans l'Atlantique
Après sa période de test, l'USS Massachusetts quitte les États-Unis le 24 octobre 1942. Il rejoint quatre jours plus tard la flotte formée pour soutenir le débarquement allié en Afrique du Nord, où il porte la marque de l'amiral Henry Kent Hewitt.
La bataille navale de Casablanca débute tôt le 8 novembre 1942. L'USS Massachusetts, les croiseurs lourds Tuscaloosa et Wichita et quatre destroyers sont pris à partie par quatre canons de 194 mm et quatre canons de 138 mm d'une batterie côtière El Hank du port de Casablanca. Les navires américains ripostent en bombardant le cuirassé inachevé Jean Bart, réfugié dans le port après son départ précipité de Saint-Nazaire en 1940. Celui-ci ne dispose que d'une de ses deux quadruples tourelles, l'autre et la moitié de ses canons ayant été détruits par l'attaque à la torpille subie lors de son voyage depuis la France. Le Massachusetts ouvre le feu à 7h04 à une distance de 22 000 m et le stoppe à 8h33, tirant neuf bordées complètes et trente-huit autres tirs d'entre trois et six canons. Cinq coups atteignent le Jean Bart dont l'un bloque sa tourelle d'artillerie principale. D'autres tirs atteignent les docks et coulent deux navires marchands. Épaulé par le croiseur lourd Tuscaloosa, le Massachusetts prend ensuite pour cible les destroyers français, coulant le Fougueux et le Boulonnais ainsi que le croiseur léger Primauguet. Durant la bataille, le Massachusetts est touché par deux tirs des batteries côtières d'El Hank mais ne subit que des dommages superficiels, tandis qu'il tire 786 des 800 obus de 16 pouces entreposés à bord, soit 98 % de ses munitions.
Après le cessez-le-feu, le navire regagne les États-Unis le 12 novembre et est préparé pour son déploiement dans le Pacifique.

### Guerre du Pacifique
L'USS Massachusetts atteint Nouméa le 4 mars 1943 et évolue les mois suivants dans le Pacifique Sud, en protection de convois et en soutien aux opérations aux îles Salomon. Du 19 au 21 novembre, il rejoint une flotte de porte-avions et participe à l'opération Galvanic dans les îles Gilbert.
Suivant l'avance alliée, le Massachusetts bombarde Kwajalein et protège le débarquement du 1er février sur l'atoll. Le 17 février, il participe à l'attaque de Truk, puis à l'attaque des îles Caroline à la fin mars et au débarquement américain à Hollandia le 22 avril, puis attaque de nouveau Truck avec les autres navires de la Task Force 38.
L'USS Massachusetts bombarde l'île de Ponape le 1er mai puis se rend dans le détroit de Puget pour faire réviser ses canons. Le 1er août, il appareille de Pearl Harbor et reprend ses opérations dans le Pacifique. Quittant les îles Marshall le 6 octobre, il se rend dans le golfe de Leyte. Le 10 octobre, il participe à une attaque d'Okinawa destinée à contrarier les attaques japonaises sur Leyte et, du 12 au 14 octobre, à un raid sur l'île de Formose. Avec le reste du Task Group 38, le Massachusetts participe à la bataille du golfe de Leyte du 22 au 27 octobre. Après une escale à Ulithi, il revient aux Philippines et réintègre la Task Force 38 qui bombarde Manille le 14 décembre.
Le 18 décembre 1944, le Massachusetts et les autres navires de la Task Force 38 sont pris dans le typhon Cobra, qui blesse un marin du Massachusetts et lui détruit deux hydravions.

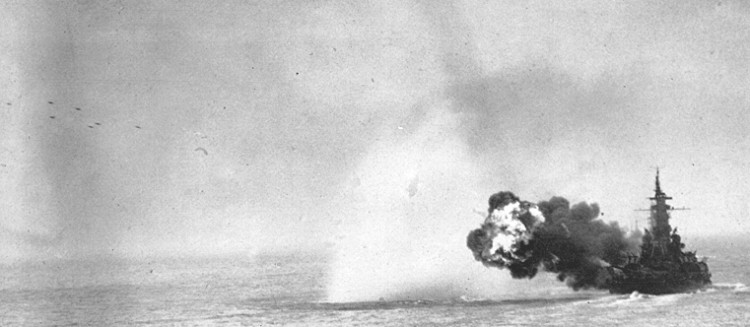
L'USS Massachusetts bombardant Kamaishi sur l'île d'Honshū le 14 juillet 1945.

Entre le 30 décembre 1944 et le 26 janvier 1945, l'ensemble de la Task Force 38 évolue en mer de Chine méridionale avant de mener une attaque aérienne sur Formose et Okinawa.
Entre le 10 février et le 3 mars, en coordination avec la 5e flotte, le Massachusetts assure la protection des porte-avions menant les raids sur Honshū. Son groupe bombarde également Iwo Jima pendant l'attaque de l'île. Après avoir bombardé Kyūshū et Okinawa, le Massachusetts affronte pendant tout le mois d'avril des attaques aériennes, puis revient dans la zone du combat en juin, en passant par l’œil d'un cyclone le 5 juin. Le 10 juin, il bombarde Minamidaitō-jima dans les Îles Ryūkyū.
L'USS Massachusetts quitte le 1er juillet le golfe de Leyte pour participer à l'offensive finale contre le Japon avec la 3e flotte. Après avoir assuré la protection des porte-avions chargés des bombardements de Tokyo, il fait partie le 14 juillet des navires bombardant Kamaishi sur l'île d'Honshū, un objectif d'industrie métallurgique important. Deux semaines plus tard, il bombarde le complexe industriel de Hamamatsu avant de retourner à Kamaishi le 9 août. C'est là que le Massachusetts tire ce qui est sans doute le dernier obus de 16 pouces de la guerre.

### Après-guerre

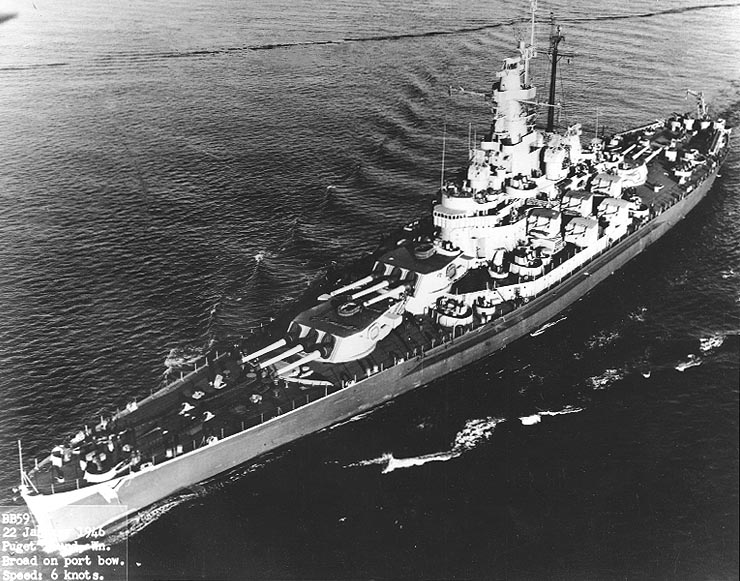
Le Massachusetts à Puget Sound en 1946

À la suite de la capitulation japonaise le 15 août, le « Massachusetts » a quitté la région le 1er septembre, à destination de Puget Sound pour une révision. Les travaux ont duré jusqu'au 28 janvier 1946, date à laquelle il a navigué vers le sud jusqu'à San Francisco, en Californie, avant de poursuivre vers Hampton Roads, en Virginie, qu'il a atteint le 22 avril. Il a été désarmé le 27 mars 1947 à Norfolk et affectée à l'United States Navy reserve fleets.
Des plans ont été élaborés pendant la période où il était en réserve pour moderniser le Massachusetts et les autres navires de sa classe s'ils étaient nécessaires pour le service actif futur. En mars 1954, un programme visant à équiper les quatre navires de batteries secondaires composées de dix canons jumeaux de 3 pouces fut proposé, mais le plan n'aboutit à rien. Un autre projet de conversion du navire en cuirassé de missile guidé est apparu en 1956-1957, mais le coût de la conversion s'est avéré prohibitif. Elle aurait fait retirer les trois tourelles de la batterie principale et les remplacer par un lance-missiles jumeau RIM-8 Talos à l'avant, deux lanceurs RIM-24 Tartar à l'arrière, des armes anti-sous-marines et de l'équipement pour gérer les hélicoptères. Le coût du projet s'élevait à 120 millions de dollars. Le « Massachusetts » est resté hors service jusqu'au 1er juin 1962, date à laquelle il a été retiré du Naval Vessel Register. Alors qu'il était en réserve, la Marine a retiré environ 5 000 tonnes d'équipement pour les utiliser sur d'autres navires de la marine, y compris les deux catapultes utilisées pour lancer des hydravions.

## Navire-musée

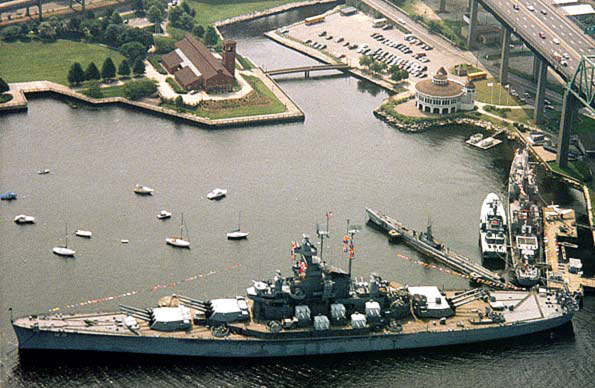
L'USS Massachusetts au Park Cove Battleship